# Championnat du Cap-Vert de football 2016
Navigation
Saison précédente Saison suivante
La saison 2016 du Championnat du Cap-Vert de football est la trente-septième édition de la première division capverdienne, le Campeonato Nacional. Après une phase régionale qualificative disputée sur chacune des neuf îles habitées de l'archipel, les onze meilleures équipes et le tenant du titre disputent le championnat national, joué en deux phases :
- une phase de poules (deux poules de six équipes) dont seuls les deux premiers accèdent à la phase finale
- une phase finale à élimination directe (demi-finales et finale) en matchs aller et retour qui détermine le vainqueur du championnat

C’est le double tenant du titre, le Clube Sportivo Mindelense qui remporte à nouveau la compétition cette saison, après avoir battu l'Associação Académica do Porto Novo en finale nationale. Il s'agit du douzième titre de champion du Cap-Vert de l’histoire du CS Mindelense.

## Les clubs participants
- Île de Boavista :
  - Sal-Rei Futebol Clube
- Île de Brava :
  - Sporting Clube da Brava
- Île de Fogo :
  - Vulcânicos Futebol Clube
- Île de Maio :
  - Associação Académico 83 do Porto Inglês
- Île de Sal :
  - Académico do Aeroporto
- Île de Santiago :
  - Grupo Desportivo Varandinha (zone Nord)
  - Desportivo da Praia (zone Sud)
- Île de Santo Antão :
  - Sinagoga Futebol Clube (zone Nord)
  - Associação Académica do Porto Novo (zone Sud)
- Île de São Nicolau:
  - Sport Club Atlético
- Île de São Vicente:
  - Clube Sportivo Mindelense (tenant du titre)
  - Futebol Clube de Derby

## Compétition

### Phase de poules
Le barème utilisé pour établir le classement est le suivant :
- Victoire : 3 points
- Match nul : 1 point
- Défaite, forfait ou abandon : 0 point

| Rang | Équipe                      | Pts | J | G | N | P | Bp | Bc | Diff |
| ---- | --------------------------- | --- | - | - | - | - | -- | -- | ---- |
| 1    | Futebol Clube de Derby      | 13  | 5 | 4 | 1 | 0 | 8  | 2  | +6   |
| 2    | Grupo Desportivo Varandinha | 10  | 5 | 3 | 1 | 1 | 9  | 4  | +5   |
| 3    | Desportivo da Praia         | 7   | 5 | 2 | 1 | 2 | 7  | 6  | +1   |
| 4    | Sporting Clube da Brava     | 6   | 5 | 2 | 0 | 3 | 6  | 7  | -1   |
| 5    | Sport Club Atlético         | 4   | 5 | 1 | 1 | 3 | 5  | 10 | -5   |
| 6    | Sinagoga Futebol Clube      | 2   | 5 | 0 | 2 | 3 | 4  | 10 | -6   |

| Rang | Équipe                             | Pts | J | G | N | P | Bp | Bc | Diff |
| ---- | ---------------------------------- | --- | - | - | - | - | -- | -- | ---- |
| 1    | Clube Sportivo MindelenseT         | 11  | 5 | 3 | 2 | 0 | 11 | 3  | +8   |
| 2    | Associação Académica do Porto Novo | 11  | 5 | 3 | 2 | 0 | 6  | 1  | +5   |
| 3    | Académico do Aeroporto             | 7   | 5 | 2 | 1 | 2 | 4  | 4  | 0    |
| 4    | Associação Académico 83            | 5   | 5 | 1 | 2 | 2 | 5  | 8  | -3   |
| 5    | Sal-Rei Futebol Clube              | 4   | 5 | 1 | 1 | 3 | 8  | 11 | -3   |
| 6    | Vulcânicos Futebol Clube           | 3   | 5 | 1 | 0 | 4 | 2  | 9  | -7   |

### Phase finale
|  | Demi-finales                       | Demi-finales                       | Demi-finales                       | Demi-finales                       |                                 |                                 | Finale | Finale | Finale | Finale |
|  |                                    |                                    |                                    |                                    |                                 |                                 |        |        |        |        |
|  |                                    |                                    |                                    |                                    |                                 |                                 |        |        |        |        |
|  | Grupo Desportivo Varandinha        | Grupo Desportivo Varandinha        | 1                                  | 0                                  |                                 |                                 |        |        |        |        |
|  | Grupo Desportivo Varandinha        | Grupo Desportivo Varandinha        | 1                                  | 0                                  |                                 |                                 |        |        |        |        |
|  | Clube Sportivo Mindelense T        | Clube Sportivo Mindelense T        | 4                                  | 2                                  |                                 |                                 |        |        |        |        |
|  | Clube Sportivo Mindelense T        | Clube Sportivo Mindelense T        | 4                                  | 2                                  | Clube Sportivo Mindelense T tab | Clube Sportivo Mindelense T tab | 0      | 1 (5)  |        |        |
|  |                                    |                                    |                                    |                                    | Clube Sportivo Mindelense T tab | Clube Sportivo Mindelense T tab | 0      | 1 (5)  |        |        |
|  |                                    |                                    | Associação Académica do Porto Novo | Associação Académica do Porto Novo | 1                               | 0 (4)                           |        |        |        |        |
|  | Associação Académica do Porto Novo | Associação Académica do Porto Novo | Associação Académica do Porto Novo | Associação Académica do Porto Novo | 1                               | 0 (4)                           | 0      | 2e     |        |        |
|  | Associação Académica do Porto Novo | Associação Académica do Porto Novo |                                    |                                    |                                 |                                 |        | 2e     |        |        |
|  | Futebol Clube de Derby             | Futebol Clube de Derby             | 0                                  | 2                                  |                                 |                                 |        |        |        |        |
|  | Futebol Clube de Derby             | Futebol Clube de Derby             | 0                                  | 2                                  |                                 |                                 |        |        |        |        |

## Bilan de la saison
| Championnat du Cap-Vert de football 2016 |                                       |
| Champion                                 | Clube Sportivo Mindelense (12e titre) |
| Coupes et trophées                       |                                       |
| Vainqueur de la Coupe du Cap-Vert 2016   | Non disputée                          |
| Qualifications continentales             |                                       |
| Ligue des champions de la CAF 2017       | Aucun                                 |
| Coupe de la confédération 2017           | Aucun                                 |
| Promotions et relégations                |                                       |
| Promus en Campeonato Naçional            | Aucun                                 |
| Relégués                                 | Aucun                                 |